# イミロキサン
イミロキサン(Imiloxan)は、科学研究に用いられる薬品である。α2Bアドレナリン受容体として作用し、異なるα2アドレナリン受容体サブタイプを区別するのに用いられる。

## 合成

イミロキサンの合成

イミロキサンのイミダゾール部分は、アミノアセトアルデヒドのジエチルアセタール部分とカルボキシミダートとの反応により作られ、ヨウ化エチルでイミダゾールをN-アルキル化することで合成される。